# آسلار
آسلار (بالألمانية: Aßlar) هي مدينة وبلدة ألمانية تقع في ألمانيا في Lahn-Dill-Kreis.[بحاجة لمصدر] يقدر عدد سكانها بـ 13,853 نسمة .

## المدن التوأمة
مدينة يوتربوغ هي مدينة توأمة لـآسلار.